# 1995 FY
1995 FY är en asteroid i huvudbältet som upptäcktes den 28 mars 1995 av de båda japanska astronomerna Seiji Ueda och Hiroshi Kaneda i Kushiro.